# Кожен третій
Кожен третій — радянський художній фільм 1980 року, знятий спільно кіностудіями «Білорусьфільм» і «Узбекфільм».

## Сюжет
Німецько-радянська війна… Одна з її незліченних важких доріг привела молодого солдата-узбека Рахіма Замонбекова в загін білоруських партизанів. А до цього — важкий бій артилерійського полку з переважаючими силами противника геройська загибель товаришів, важкий шлях по ворожих тилах. Від, здавалося б, неминучої смерті рятує Рахіма ціною власного життя старий селянин-білорус. У цих випробуваннях мужніє серце молодого воїна, одного із захисників Батьківщини.

## У ролях
- Назім Туляходжаєв — Рахім
- Марина Левтова — Маша
- Альгірдас Паулавічюс — Рогожняк
- Геннадій Фролов — Богатирьов
- Володимир Марков — Сілін, комісар загону
- Михайло Глузський — Євдоким Ягодкін
- Віра Кузнецова — Дроздова
- Іван Рижов — Дроздов
- Дагун Омаєв — Дауд
- Ніна Розанцева — Кланя
- Геннадій Нілов — Антонов
- Тамара Дегтярьова — розстріляна жінка
- Антоніна Максимова — жінка з Прилук
- Еве Ківі — одноока перекладачка
- Світлана Коновалова — Морозова, голова колгоспу «Полум'я»
- Валерій Анісімов — полонений
- Олександр Аржиловський — полонений
- Валентин Головко — полонений
- Олександр Мовчан — партизан
- Борис Аракелов — партизан
- Леонід Данчишин — епізод
- Борис Миронюк — епізод
- Костянтин Веремейчик — партизан
- Олександр Кашперов — епізод
- Юрій Баталов — епізод
- Юрій Шульга — епізод
- Руфат Ріскієв — епізод
- Альберт Пєчніков — епізод
- Олексій Нілов — партизан
- Олександр Безпалий — епізод
- Володимир Січкар — епізод
- Леонас Цюніс — гауптштурмфюрер СС
- Володимир Грицевський — епізод
- Джалол Юсупов — Джума
- Едуардас Кунавічюс — німецький офіцер

## Знімальна група
- Режисер — Едуард Хачатуров
- Сценаристи — Алесь Осипенко, Назір Сафаров
- Оператор — Тетяна Логінова
- Композитор — Едуард Артем'єв
- Художник — Валерій Назаров